# Jeff Abbott

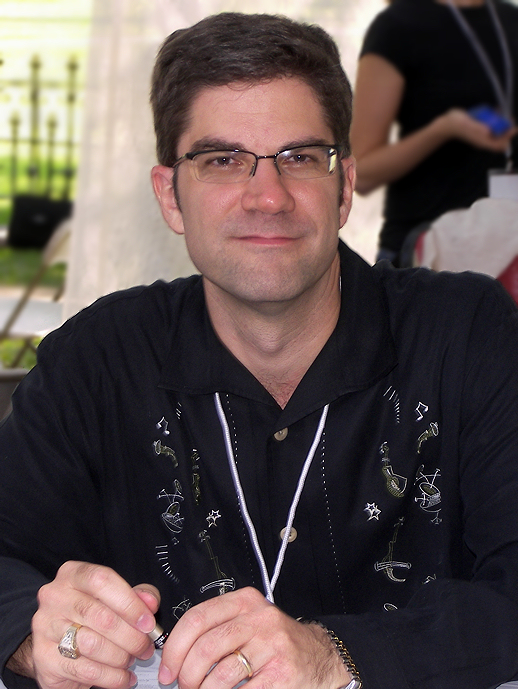
Jeff Abbott

Jeff Abbott (* 1963 in Dallas, Texas) ist ein US-amerikanischer Schriftsteller.

## Leben
Abbott studierte an der Rice University (Houston) und wurde dort in Geschichte und Anglistik graduiert. Nach erfolgreichem Abschluss begann er zu schreiben und konnte sich bereits mit seinem ersten Roman als erfolgreicher Autor etablieren.
Derzeit (2017) lebt Abbott mit seiner Frau und zwei Kindern in Austin (Texas).

## Auszeichnungen
- 1994 Gewinner Agatha Award – Kategorie Bester Erstlingsroman (MRI) für Do unto others[2]
- 1995 Gewinner  Macavity Award – Kategorie Bester Erstlingsroman (MRI) für Do unto others[3]
- 1995 Nominierung Dilys Award für Do unto others[4]
- 2002 Nominierung Anthony Award – Kategorie Bester Taschenbuchroman für A kiss gone bad[5]
- 2003 Nominierung Anthony Award – Kategorie Bester Taschenbuchroman für Black Jack Point[5]
- 2003 Nominierung Edgar Award – Kategorie Bester Roman als Originaltaschenbuch für Black Jack Point[6]
- 2004 Nominierung Edgar Award – Kategorie Bester Roman als Originaltaschenbuch für Cut and Run[6]
- 2004 Nominierung Edgar Award – Kategorie Beste Kurzgeschichte für Bet on Red[6]
- 2012 Gewinner International Thriller Award – Kategorie Bester Roman als Originaltaschenbuch für The Last Minute (dt. Die letzte Minute)

## Rezeption
Gelten Abbotts erste Romane noch als traditionelle Kriminalromane, sind seine späteren Werke eher den Thrillern zuzuordnen. Zu Ersteren zählt sein Zyklus um „Jordan Poteet“, während zu Letzteren seine Romane um den Richter „Whit Mosley“ zählen.

## Werke (Auswahl)
Erzählungen
- A few small repairs. In: Harlan Coben (Hrsg.): Death do us part. New stories about love, lust and murders. Tantor Audio, Old Saybrook, Conn. 2008, ISBN 978-1-4001-0720-9 (9 CDs, gelesen von Alan Sklar, Karen White und John Lee).
- Bet on red. In: Nelson DeMille (Hrsg.): The best American mystery stories 2004. Houghton Mifflin, Boston, Mass. 2004.
- Sam Capra's last chance. Grand Central Publishing, New York. Veröffentlicht am 22. Mai 2012

Romane
- Jordan-Poteet-Zyklus

1. Do unto others. Ballantine Books, New York 1994, ISBN 0-345-38948-4.
2. The only good Yankee. Ballantine Books, New York 1995, ISBN 0-345-39438-0.
3. Promises of home. Ballantine Books, New York 1996, ISBN 0-345-39469-0.
4. Distant Blood. Ballantine Books, New York 1996, ISBN 0-345-39470-4.

- Whit-Mosley-Zyklus

1. A kiss gone bad. Sphere Books, London 2010, ISBN 978-0-7515-4436-7.
2. Black Jack Point. Sphere Books, London 2007, ISBN 0-7515-4000-5.
3. Cut and run. Sphere Books, London 2008, ISBN 978-0-7515-4002-4.

- Total Panic. Thriller („Panic“). Aufbau-Taschenbuchverlag, Berlin 2009, ISBN 978-3-7466-2510-2.
- Fear. Thriller („Fear“). Aufbau-Taschenbuchverlag, Berlin 2008, ISBN 978-3-7466-2440-2.
- Run. Es geht um dein Leben; Thriller („Collision“). Heyne, München 2009, ISBN 978-3-453-43440-0.
- Vertrau mir! Thriller („Trust me“). Heyne, München 2011, ISBN 978-3-453-43489-9.
- Sam-Capra-Zyklus

1. Todeslauf. Thriller („Adrenalin“). Heyne, München 2011, ISBN 978-3-453-43605-3.
2. Die letzte Minute („The last minute“). Thriller. Heyne, München 2013, ISBN 978-3-453-43703-6.
3. Downfall. Grand Central Publishing 2013, ISBN 978-1-4555-2843-1.
4. Inside Man. Grand Central Publishing 2014, ISBN 978-1-4555-2845-5.
5. The First Order. Grand Central Publishing 2016, ISBN 978-1-4555-5842-1.

- Blame. Thriller. Grand Central Publishing, New York 2017, ISBN 978-1-4555-5843-8.